# Lausdorn
Lausdorn (en luxembourgeois : Lausduer ), est une localité de la commune luxembourgeoise de Clervaux et Weiswampach.